# سيلفيا جيبيووت كيبيت

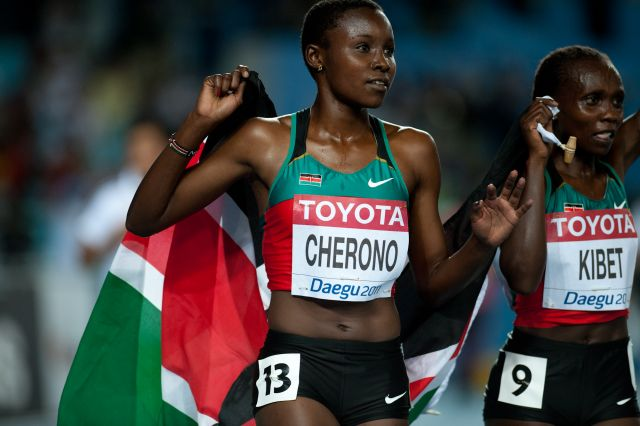
سيلفيا كيبيت مع ميرسي تشيرونو في بطولة العالم لألعاب القوى 2011 في دايغو أثناء إحتفالهن بالفوز بالميدالية الفضية

سيلفيا جيبيووت كيبيت (بالإنجليزية: Sylvia Jebiwott Kibet) هي عداءة مسافات طويلة كينية ولدت في يوم 28 مارس 1984 في بلدة كابتشوروا في كينيا وهي شقيقة العداءة الهولندية هيلدا كيبيت، إختصت بسباقات 5000 متر، وابرز إنجازاتها هو فوزها بالميدالية الفضية في بطولة العالم لألعاب القوى 2009 في برلين وبطولة العالم لألعاب القوى 2011 في دايغو، أفضل رقم شخصي لها هو 14:56.21 دقيقة وألذي سجلته في بطولة العالم لألعاب القوى 2011 في دايغو في كوريا الجنوبية.

## روابط خارجية
- سيلفيا جيبيووت كيبيت على موقع الاتحاد الدولي لألعاب القوى (الإنجليزية)
- سيلفيا جيبيووت كيبيت على موقع الدوري الماسي (الإنجليزية)
- سيلفيا جيبيووت كيبيت على موقع أوليمبيديا (الإنجليزية)
- سيلفيا جيبيووت كيبيت على موقع اتحاد ألعاب الكومنولث (مؤرشف) (الإنجليزية)